# Masia Castell de la Bleda
La masia Castell de la Bleda és un edifici de Santa Margarida i els Monjos (Alt Penedès) declarada bé cultural d'interès nacional.

## Descripció
Aquesta masia, situada a l'esquerra del riu Foix i al costat de la capella de la Bleda, és un edifici de planta rectangular format per planta baixa, pis i golfes, amb coberta de teula a quatre vessants. La distribució interna de la masia és organitzada al voltant d'un pati interior, antigament descobert. La façana principal presenta una composició pràcticament simètrica amb porta d'accés d'arc de mig punt adovellada, balcó centrat al primer pis i golfes amb cinc obertures, d'arc de mig punt la central i d'arc rebaixat les laterals.

## Història
L'emplaçament de l'actual masia possiblement correspon al de l'antic castell de la Bleda, esmentat des del 1121 i documentat posteriorment en diverses ocasions. El 1334 hi era senyor Ramon de Spilles. Joan I el va vendre el 3 d'octubre del 1381 a Pere Febrer. L'any 1600 era de Critòfol d'Icard. La fesomia actual de l'edifici respon a les obres realitzades el segle xix.